# Johan Dijkstra (voetballer)
Johan Dijkstra (Maastricht, 26 maart 1947) is een voormalig Nederlands profvoetballer die zijn gehele loopbaan uitkwam voor MVV. 
Johan Dijkstra begint met voetballen bij de amateurclub VV Sint Pieter (tegenwoordig SC Jekerdal) uit zijn geboorteplaats Maastricht.
Eind jaren zestig stapt hij over naar MVV, waarvoor hij in het seizoen 1968-1969 zijn debuut maakt in de eredivisie.
In de jaren die volgen groeit Dijkstra uit tot een vaste kracht in het hart van de Maastrichtse defensie. Begin jaren 70 maakt hij samen met onder andere Jo Bonfrère en Willy Brokamp deel uit van het team dat met onder meer een achtste (1969-1970) en zevende (1972-1973) plek hoog eindigt in de eredivisie. Na het vertrek van Brokamp naar Ajax gaat het langzaam minder met MVV. In 1976 volgt degradatie naar de Eerste divisie maar Dijkstra blijft de club trouw.  
Na twee seizoenen in de eerste divisie promoveert Dijkstra weer met zijn MVV na winst in de nacompetitie in het seizoen 1977-1978. MVV weet zich vervolgens vier jaar te handhaven op het hoogste niveau, maar in 1982 volgt toch weer degradatie naar de eerste divisie.
Wederom blijft Dijkstra loyaal aan MVV en die loyaliteit wordt in het seizoen 1983-1984 beloont met het kampioenschap van de eerste divisie. Met onder meer Dick Nanninga en Bert van Marwijk als ploeggenoten blijft MVV concurrent FC Twente nipt voor.
Nadat hij het seizoen erop (1984-1985) handhaving in de eredivisie met MVV heeft bewerkstelligd beëindigt Dijkstra op 38-jarige leeftijd zijn lange voetbalcarrière, waarin hij bijna 500 competitiewedstrijden speelt. Als kopsterke centrale verdediger scoort hij in al die wedstrijden 37 keer. 
Na zijn actieve loopbaan runt Dijkstra jarenlang een sportzaak en is hij verder actief als scout voor MVV. Tegenwoordig is hij nog altijd actief binnen de jeugdopleiding van de Maastrichtse club. In 2012 wordt er een tribune in De Geusselt naar hem vernoemd.

## Profstatistieken
| Seizoen | Club   | Land      | Competitie     | Wed. | Goals |
| ------- | ------ | --------- | -------------- | ---- | ----- |
| 1968/69 | MVV    | Nederland | Eredivisie     | 14   | 1     |
| 1969/70 | MVV    | Nederland | Eredivisie     | 11   | 0     |
| 1970/71 | MVV    | Nederland | Eredivisie     | 17   | 1     |
| 1971/72 | MVV    | Nederland | Eredivisie     | 33   | 4     |
| 1972/73 | MVV    | Nederland | Eredivisie     | 25   | 0     |
| 1973/74 | MVV    | Nederland | Eredivisie     | 34   | 4     |
| 1974/75 | MVV    | Nederland | Eredivisie     | 34   | 3     |
| 1975/76 | MVV    | Nederland | Eredivisie     | 32   | 4     |
| 1976/77 | MVV    | Nederland | Eerste divisie | 31   | 3     |
| 1977/78 | MVV    | Nederland | Eerste divisie | 34   | 7     |
| 1978/79 | MVV    | Nederland | Eredivisie     | 32   | 6     |
| 1979/80 | MVV    | Nederland | Eredivisie     | 34   | 0     |
| 1980/81 | MVV    | Nederland | Eredivisie     | 32   | 0     |
| 1981/82 | MVV    | Nederland | Eredivisie     | 30   | 1     |
| 1982/83 | MVV    | Nederland | Eerste divisie | 24   | 2     |
| 1983/84 | MVV    | Nederland | Eerste divisie | 29   | 0     |
| 1984/85 | MVV    | Nederland | Eredivisie     | 22   | 0     |
| Totaal  | Totaal | Totaal    | Totaal         | 468  | 36    |